# صادق ساقزی
صادق ساقزی (؟ - ۱۶۸۸م) (نسب: صادق بن محمد بن علی) قاضی حنفی و نویسنده یونانی - عثمانی در سدهٔ هفدهم میلادی/ یازدهم قمری بود. آثاری به زبان عربی پدیدآورد، مانند صرة الفتاوی، بدائع الصکوک و النوادر الفقهیة.